# Камило Оливети
Сàмуел Дàвид Камѝло Оливèти, накратко Камило Оливети (на итал. Samuel David Camillo Olivetti detto solamente Camillo) е италиански инженер и предприемач, журналист и политик, основател през 1908 г. на първата фабрика за пишещи машини в Италия: Оливети.

## Биография

### Ранни години
Камило Оливети е роден на 13 август 1868 г. в град Ивреа, Пиемонт, Кралство Италия в буржоазно еврейско семейство с името Самуел Давид Камило Оливети. Баща му Салвадор Бенедето Оливети е текстилен търговец – бизнес, наследен от предците му, а майка му Елвира Сачердоти, от град Модена, е дъщеря на банкери. По бащина линия Камило наследява предприемаческия дух и любовта към прогреса, а по майчина – непровинциалната култура и любовта към езиците (майка му говори 4 езика). Желае да го наричат с 3-тото му име – Камило, което баща му избира в чест на Камило Бенсо, граф на Кавур.
Камило е само на 1 година, когато баща му умира. За него се грижи майка му, която го праща да учи в Класическата гимназия на интерната „Калки Таеджи“ (Calchi Taeggi) в Милано, която той завършва с отличие.
След гимназията Камило се записва в Торинския университет, където учи 2 г. математика и физика, след които отива в Школата за технически приложни науки към Италианския кралски индустриален музей (Кралски политехнически университет в Торино от 1906 г.), където посещава курсовете по електротехника на инж. Галилео Ферарис. След като се дипломира по електроинженерство на 24 декември 1891 г., Камило желае да усъвършенства английския си език и да придобие полезен трудов стаж. Той прекарва около 2 години в Лондон, където работи в индустрия, произвеждаща измерително електрическо оборудване, както и като механик.
След завръщането си в Торино той става асистент на Ферарис. През 1893 г. придружава преподавателя си като преводач и асистент в САЩ, който е поканен да изнася лекции на Международния конгрес по електроинженерство в рамките на Всемирното колумбово изложение в Чикаго. Заедно посещават работилниците на Томас Едисън в Llewellyn Park, Ню Джърси, където лично се запознават с американския изобретател. След тази среща Камило пише на зет си Карло от Чикаго на 3 август 1893 г.:
| „                                                                               | Сега, след като ти разказах за някои впечатления от града, ще ти разкажа как прекарах времето си там... Г-н Хамър ни заведе до Llewellin Park, на половин час с влак от Ню Йорк, за да разгледаме лабораторията на г-н Едисън. Самият Едисън дойде да ни посрещне и говори малко с нас, и ни пусна няколко музикални парчета на неговия фонограф. Както виждаш, скоро започнах да се срещам с известни хора. Едисън има огромна сграда в Llewellin Park, която като повечето индустриални и частни сгради тук е от дърво. Освен красива библиотека и склад, където съхранява по малко от всичко, той разполага с огромна лаборатория с двигател от около 70 конски сили, машини, електрическо динамо, стругове, металорежещи машини, кабинет по физика и кабинет по химия, фотографски кабинет и дори театър, където той прави кино опити, които за момента не са особено успешни. Помагат му голям брой асистенти и каквото и да се сети да построи, може да го направи без затруднение... | “ |
| (Camillo Olivetti, Lettere Americane, Fondazione Adriano Olivetti, 1968 – 1999) | |   |

Камило сам продължава пътуването си от Чикаго до Сан Франциско, като внимателно отбелязва нещата, които открива в САЩ: ако британската индустрия го впечатлява, той намира американската реалност за още по-впечатляваща не само от индустриална гледна точка, но и от социална. Той се установява в Пало Алто, Калифорния и се записва в специалност „Физика“ на Станфордския университет. където е номиниран за асистент на курса по електроинженерство (ноември 1893 – април 1894). Оливети успява да експериментира в лабораторията с потенциала и различните приложения на използване на електричеството. За него САЩ винаги ще бъдат границата на икономическата модерност, моделът, който трябва да се посочи по пътя на утвърждаването на индустриалния му проект в Италия. Той се връща в там още два пъти – през 1896 г. и в периода ноември 1908 – февруари 1909 г. (като представител на акционерното си дружество C. G. S.) Живият спомен за първото му образователно пътуване и третото му опреснително пътуване е в неговите „Американски писма“, публикувани посмъртно.

### Завръщане в Италия и създаване на C. Olivetti & C.
Обратно в Италия той основава дружество заедно с двама свои бивши състуденти през 1894 г. и е вносител на пишещи машини и велосипеди. След като преотстъпва дружеството по-късно, той обмисля идеята за създаване на компания, която да произвежда и да предлага на пазара електрически измервателни уреди главно за изследователски лаборатории. Така през 1896 г. в град Ивреа, Северна Италия се ражда C. Olivetti & C. Началото на неговата индустриална дейност не е продуктивно. Оливети разбира, че трябва да промени целевия пазар от изследователски лаборатории към зараждащата се електроиндустрия.
През 1899 г. Камило се жени за Луиза Ревел – дъщеря на валденския пастор на Ивреа, от която има шест деца: Елена (* 1900 ,† 1978), Адриано (* 11 април 1901, † 27 февруари 1960) – негов наследник в управлението, Масимо (* 1902, † 1949) – президент на Оливети (1945 – 1946), Силвия (* 1904, † 1990), Лаура, нар. Лала (* 1905, † 1934) и Дино (* 1912, † 1976) – технически директор на Оливети.
През май 1903 г. Камило мести фабриката си в Милано, а през 1904 г. – в Монца, превръщайки я в акционерното дружество C.G.S. (от инициалите на Centimeter-Gram-Second, наименование на използваната по онова време измервателна система). Едисън, най-големият италиански производител на енергия по онова време, се присъединява към компанията, както и важна инвестиционна банка.
Оливети скоро започва да се чувства ограничен от финансовите си партньори, които не му позволяват да извършва едновременно с производството изследователска дейност, която той счита за нужна. Това е последният път, когато той не разполага с абсолютно мнозинство в акциите на компания. Оливети оставя CGS на други и през 1907 г. с няколко работници се връща в Ивреа, където на 29 октомври 1908 г. основава първата фабрика за пишещи машини в Италия. В избора на името на фирмата той се връща към първоначалното Ing. Olivetti & C., като добавя „Първа национална фабрика за пишещи машини“. Има 12 съдружници и 30 работници. Компанията, която става известна като Фабриката от червени тухли, има бурно развитие. Обръщайки внимание на подбора и валоризирането на талантливи работници, които обучава на курсовете у дома си в закупения през 1908 г. Бенедиктински манастир на Св. Бернардин в Ивреа, Оливети избира сред тях фирмените кадри, допринесли за успеха на компанията му. Между тях изпъква Доменико Бурцио (Domenico Burzio) – бивш занаятчия, който става технически директор на Оливети.
Първият модел на пишеща машина – Olivetti M1 е проектиран през 1908 г. от Камило заедно с някои машини за производство на съставни части. На 2 август той написва първото си писмо до жена му на пишещата машина. Предприемачът усъвършенства модела ѝ, след като прави още две пътувания до САЩ, където закупува пишещи машини местно производство и проучва нивото на конкуренцията. В онзи момент той е готов да се заеме с производствена дейност. В началото има финансови затруднения, т. к. в продължение на 3 години от фабриката излизат само прототипи. След това Камило намира неинвазивни капиталови съдружници. С тях идват и първите поръчки и представянето на Универсалната експозиция в Торино (1911 г.) за 50-ата годишнина от Обединението на Италия. В допълнение към M1 е представено функциониращо напречно сечение на фабриката в Ивреа.
Поръчки за М1 идват от Министерството на пощите и от Кралските военноморски сили, което му позволява да открие първия клон на Оливети на пл. Дела Скала в Милано през 1912 г.
През 1913 г. с производството на 1000-ната пишеща машина Камило подарява на служителите си специална значка.

### Първа световна война и повратен момент
Решаващият повратен момент за компанията Оливети е Първата световна война. Фабриката преобразува поточните си линии за военно производство и произвежда артилерийски предпазители и магнити за самолетни двигатели. Късметът му не се базира на големите печалби, а на технологично напредналото производство за въздухоплаването: самолетите от Обединеното кралство също използват части, произведени от компанията.
След войната Оливети произвежда M20 – още по-усъвършенствана пишеща машина, чийто успех позволява на Камило да реализира своя търговски проект, основан преди всичко на сервизното обслужване чрез клонове. Тази стратегия му позволява да победи международната конкуренция (главно американска и немска), играейки си не с цената, а с качеството.
През 1925 г. синът му Адриано Оливети се присъединява към компанията след пътуване до САЩ. Същата година Камило е почти 60-годишен и, трябвайки да мисли за свой евентуален наследник, изисква от синовете си Адриано и Масимо (най-малкият Дино е все още твърде млад) да придобият първоначален опит във фабриката. Производствените характеристики на фабриката се характеризират с пълна независимост на компонентите в сравнение с тогавашния ограничен италиански пазар: винтовете напр. се призвеждат в самата нея. За независимото производство на машинни инструменти през 1922 г. се раждат леярната, а през 1926 г. – Механичната фабрика Оливети, накратко О.М.О., посветена на производството на изработени от самия Камило машини (свредла, фрезови машини, шлифовъчни машини и други специални машини), от които излизат всички оригинални компоненти на пишещите машини. O.M.O. по-късно става независима производствена единица на пазара, вкл. и от компанията-майка.
Благодарение на интуициите на сина му Адриано в края на 20-те години Камило реорганизира производствената дейност на фабриката и укрепва търговската структура със създаването на клонове и филиали в Италия и в чужбина. През 1929 г. в Барселона, Испания, е открита първата фабрика на Оливети в чужбина (Hispano Olivetti). Положителните резултати от тези инициативи позволяват на фабриката в Ивреа ефективно да преодолее кризата през 1929 г., без да прибягва до съкращения на персонала. Следва клонът в Буенос Айрес, Аржентина, първоначално само търговски. Между 1924 и 1937 г. производството на пишещи машини се увеличава от 4000 на 37 000 единици годишно, от които 1/4 се изнася за чужбина, докато служителите се увеличават от 400 на 2000 души.
В началото на 1930-те г. структурата на дистрибуцията в чужбина е засилена. През десетилетието са произведени първите модели офис мебели Synthesis, първите телепринтери и изчислителни машини. На 4 декември 1932 г. най-големият син на Камило – Адриано е назначен за Главен изпълнителен директор на компанията. Камило напуска председателството на компанията през 1938 г. в полза на Адриано, запазвайки управлението на завода за металообработващи машини (О.М.О.) и важната си роля на проектант. Той дава тласък и на първото ядро за научноизследователска и развойна дейност: заедно с O.M.O. и в същите помещения през 1935 г. се ражда Центърът за обучение на механици, едно от първите „фабрични училища“, където се преподават не само технически понятия, но и обща култура и политическа култура.

### Втора световна война и последни години
След Втората световна война синът му Адриано успява да изведе Оливети до позицията на лидер в сектора на офис техниката, поглъщайки през 1959 г. и американската Underwood Typewriter Company – основният ѝ конкурент, и да я превърне в компания, способна да произвежда култура в областта на дизайна, индустриална архитектура и развитието на корпоративната социална отговорност по отношение на социалните отношения с работниците и отношенията с територията.
През последните години от живота си Камило Оливети се посвещава на религиозните учения, присъединявайки се към Унитарианството – християнска и протестантска църква, в чиято основа са разумът и междурелигиозните икуменически ценности.
Умира на 4 декември 1943 г. на 75-годишна възраст от рак в болницата в Биела, Пиемонт – градът, близо до който е принуден да се крие от фашистките расови закони. На погребението му присъстват множество работници, които спонтанно идват от Ивреа и района на Канавезе, и предизвикват режима.
В негово лице град Ивреа намира смел и способен предприемач, който знае как да изведе създадената от него индустрия на първите места на световните пазари.

## Камило Оливети и политиката
Камило Оливети се помни не само за това, че е успешен индустриалец, но и с това, че активно се занимава с политика. Той е с либерални социалистически убеждения и преди появата на фашисткия режим, подкрепящ расовите закони, финансира разпространението на периодични издания за политически дебат, допринасяйки лично с доста матерали.
От информация от Субпрефектура Ивреа става ясно, че още от следването си той е социалист, въпреки че Социалистическата партия все още не е съществува в организирана форма на национално ниво (макар и в Торино да съществува Партията на труда).
Върху него влияние оказват заобикалящата го среда и приятелствата му от Кралския индустриален музей, който през 1906 г. става престижният Политехнически университет в Торино. Политикът-антифашист Клаудио Тревес, предприемачът и политик Донато Бачи, филологът и писател Густаво Балсамо-Кривели са негови връстници и приятели. Торино е интелектуална среда, подложена на силни позитивистки влияния благодарение и на антрополога Чезаре Ломброзо. Много от тези интелектуалци, подобно на Камило, са евреи. Еврейската общност в града не е многобройна, но е интелектуално богата и е част от добре образованата малка и средна буржоазия.
В Торино има разнороден и слабо организиран социализъм – огледало на икономическата реалност на града. Това е индустриализиран град, но все още страда от това, че вече не е столица на Кралство Италия и очаква да съзре истинското си индустриално призвание. Работническата класа е „послушна“ и поставена в рамка, не толкова от партията, колкото от дружествата за взаимопомощ. Преобладаващият социализъм е романтичен и хуманитарен, и негов представител в града е Едмондо Де Амичис.
Оливети се среща с организирания социализъм след дипломирането си, по време на пътуването си до Англия – страната, където съществуват организирани социалистически партии, макар и все още разделени по територия, и където има войствено съюзническо движение (което се слива в рамките на няколко години в Лейбъристка партия). Информацията за престоя му там е оскъдна и без политическа преценка.
По-решително влияние върху него оказва пътуването му до САЩ през 1893 г. След като се връща от САЩ, той се присъединява през 1894 г. към създадената за кратко Италианска социалистическа партия. Знае се (отново от гореспоменатата префектурна информация), че той участва в конгреса във Флоренция, превръщайки се в своеобразен социалистически контакт за районите на Канавезе и Вале д'Аоста. През октомври същата година Камило е избран за общински съветник в град Ивреа в рамките на социалистическата листа. През 1899 г. става член на Общинския съвет на Торино, но подава оставка след няколко месеца, след което се завръща в Общинския съвет на Ивреа, където остава до 1911 г.
Оливети също така започва да пише за „Народен вик“ – социалистически вестник от Торино, редактиран от приятеля му антифашист Клаудио Тревес, както и за важното миланско периодично издание „Социална критика“, ръководено от Филипо Турати.
Между 6 и 9 май 1898 г. Оливети участва в народните протести в Милано срещу повишаването на цената на хляба и влошаването на условията на труд. По време на тези протести генерал Фиоренцо Бава Бекарис в качеството му на извънреден кралски комисар кара оръдията да стрелят по демонстрантите. Това е решаващ политически поврат за Оливети, който го кара да се усъмни в революционния капацитет на организирания социализъм. Той разказва за тези факти десетилетие по-късно в писмо, написано по време на третото му пътуване до САЩ до съпругата му Луиза Ревел:
| „                                                                        | Знаеш, че именно в този период започнах да те опознавам. През май 1898 г. заминах за Милано с твърдото намерение да участвам в революция. В Ивреа бях предвидил, доста по-добре от хората, които бяха на самото място, че нещо трябва да се случи. Вярвах, че Турати, Рондони и много други, които в крайна сметка бяха начело на партията, ще могат да ръководят масите и да установят нов режим. Знаеш, че в деня, когато отидох в Милано, отидох в къщата ти с извинението да говоря със [секретарката ми] Анита, но истинското ми намерение бе да се сбогувам... В Милано не стана нищо повече от онова което очаквах, поне за някои от лидерите, които нищо не разбраха и не можаха да удържат или командват движението. Резултатът бе 500 убити и присъдени хиляди години затвор. Тогава ми се размина! Тъй като нямаше какво да правя в Милано, отидох в Торино и бях толкова развълнуван през онези дни, че ако успеех да намеря 200 добре въоръжени мъже, щях да се опитам да предизвивам революция...Но добрият Тревес и добрият Мафи, с които се срещнах, ме разубедиха и тогава бях така благоразумен да ги посъветвам да направят изявление, с което да обезкуражат всякаква по-нататъшна агитация, която би довела до ново клане, което и направиха; и мисля, че това беше най-доброто нещо, което съм правил през живота си! След това разочарование постепенно се оттеглих от политическия живот... | “ |
| (Camillo Olivetti, Lettere Americane, Fondazione Adriano Olivetti, 1999) | |   |

В Социалистическата партия започва спор между реформаторската и революционната мисъл. Камило подкрепя открито реформаторите, както се доказва от негови писма и статии. Въпреки това той не се отказа от революционната хипотеза, която обаче не е тази на максималистичното, марксисткото и класовото крило, а е насочена към промяна на съществуващите институции. Оливети е убеден социалист. Той не смята, че социализмът е несъвместим с факта, че е индустриалец, т. к. именно от пътуването си до САЩ той разбира как индустриализацията може да бъде източник на дълбоки социални промени в прогресивен и демократичен смисъл. Освен това американският политически модел, президентски и федерален, представлява за него антитезата на италианските парламентарни византинизми.
Когато пада първото правителство на Джовани Джолити през ноември 1893 г., Оливети пише на майка си от Пало Алто, САЩ на 27 ноември:
| „                            | Мила мамо... Видях с неописуемо удоволствие, че падна министър Джолити и че Човет е арестуван. Колкото и лошо да бъде бъдещото министерство (и при вашия режим със сигурност не можете да имате добри), бъдещето със сигурност няма да е по-лошо от миналото. | “ |
| (Camillo Olivetti, op. cit.) | |   |

На 13 декември пише и на зет си – полковник Карло Марсели:
| „                            | Скъпи Карло, ... все още не знам кой ще бъде щастливият наследник на Джолити. Каква суматоха за свещените ви институции! Между другото, вярвам, че тази пролет ще имаме война и след това, надявам се, революция. Може би тази мисъл ще ме накара да ускоря връщането си. Кажете ми какви са вашите виждания по този въпрос. | “ |
| (Camillo Olivetti, op. cit.) | |   |

Неприязънта към Джовани Джолити е константа през целия политически живот на Оливети. Политическите идеи, които той развива в началото на 20 век, го довеждат до бавно отдалечаване от партията. Принос за това играят и вътрешните му борби, свързани с утвърждаването на социалистическия максимализъм срещу това, което той смята за съществено безсилие на реформаторите – борби, които завършват през 1912 г. с експулсирането на Леонида Бисолати и Иваное Бономи.
Политическата мисъл на Камило по онова време би могла да се обобщи по следния начин: той е едновременно реформист и революционер; революционер, защото се надява на републиканска институционална революция от мациниански тип, съпътствана от федерализма, познат в САЩ, и реформист, защото не смята за реалистични класическите тези на марксистките максималисти. Той счита, че тези позиции са много по-реалистични от реформизма на Филипо Турати, когото счита за неуверен и противоречив. През 1922 г. пише статия в „Нови времена“, с която дава сурова политическа преценка на Турати, въпреки че тя е смекчена от твърденията му за лично уважение:
| „                 | Познавам Турати от 30 г. и съм негов приятел. Той е добър човек, което за политик не е малка похвала. Не е човек на действието: в него преобладава критичният дух и без това да го прави скептичен, понякога го кара да се обърква в решенията си и по-скоро го кара да предпочете нерешителните пред решителните действия... Ако не беше станало така през март 1894 след дните в Адуа, около нач. на май 1898 г. той вероятно щеше да даде тласък на движение, което да доведе до дълбоки политически и социални (повече политически отколкото социални) катаклизми в страната, движение, което вярвам, че тогава щеше да бъде здравословно. Вместо това той се страхуваше да поеме отговорност и се скри, когато трябваше да сме готови и смели: към тълпата, която молеше за дръзка и ръководна дума, той предпочете да се обърне с разтакаване, което не стигна да се удържи тласъкът, но заглуши неговата енергия, предотвратявайки по този начин евентуалната победа, и попречи на реакцията на макар и кратко възтържествуване. Така цялата му тактика относно тенденциите и действията на Социалистическата партия са белязани от нерешителност, която в основата си се дължи на неговата съкровено честна и несектантска душа като тази на повечето му колеги, но която е неподходяща за ръководството на партия, която, както бе ръководена и вербувана през последните години, трябваше да бъде партия на действията и може би на революцията, ако искаше да живее. Неговото действие като парламентарист бе злополучно: можем да кажем обратното на онова, което Гьоте кара Мефистофел да каже: „Той е човекът, който мисли добро и върши зло“... Считам Турати със сигурност за човек с голяма изобретателност, велика култура и праведна душа, но му липсва енергия и способност да координира предложената от него цел, средствата и хората на разположение, и цялата среда, в която работи. | “ |
| Tempi Nuovi, 1922 | |   |

По въпросите, свързани с интервенционализма, Оливети е неутрален, когато Италия се присъединява към Тройния съюз с Австрия и Германия, но преминава на страната на интервенционализма, когато, след началото на конфликта, Италия осъжда този съюз, за да вземе страната на страните-членки на Антантата. Оливети проявява предпазлив и аргументиран интервенционализъм, без да пести остри критики към Комитета за индустриална мобилизация, отговарящ за провизиите. На първите следвоенни политически избори Оливети подкрепя социалистите (Леонида Бисолати) от новосформирания Съюз на италианските социалисти, към който се присъединява през 1918 г. Социалистите представят избирателна листа с бившите революционни интервенционалисти от Италианския профсъюз на Алчесте Де Амбрис. Листата претърпява поражение на изборите в полза на голямото електорално утвърждаване на социалистите и народните католици.
На 1 август 1919 г. е отпечатан първият брой на основания от Оливети в Ивреа политически ежеседмичник „Реформистко действие“. Той е със социалистическо вдъхновение и излиза до 1 януари 1920 г. На 15 януари изданието възобновява дейността си с нови лица и излиза до октомври 1920 г. То декларира, че не се придържа към никакви партии и е вярно единствено на принципите на Камило, който е един от неговите трима главни редактори. На неговите страници Оливети подкрепя необходимостта от трансформация на италианската държава в републикански и федерален смисъл, и остро критикува корупцията на политическата класа и непрозрачните отношения между индустрията и финансите. Той напразно се надява, че социалистите след утвърждаването им на изборите недвусмислено ще поемат по парламентарен и реформаторски път.

През 1919 – 1920 г. Оливети е свидетел и критик на бунтовете през т. нар. „Червен двугодишен период“ – периодът на 1919 и 1920 г., характеризиращ се с поредица от работнически и селски борби, които завършват с окупацията на фабриките през септември 1920 г. Фабриката му в Ивреа е пощадена от окупация заради уважението на работниците към него. Руската революция и утвърждаването на болшевизма допринасят за заемането на по-нататъшна максималистична позиция на социалистите. След завземането на властта от Ленин срещу социалдемокрацията Камило пише в „Реформистко действие“:
| „                             | Според нас болшевизмът, дори и да е имунизиран срещу всякакво насилие и да може да демонстрира способността си да съществува и да просперира – нещо, в което се съмняваме, прави огромната грешка да предизвика система, в която само една класа (работническата класа в тесния смисъл на думата) успява да вземе надмощие над всички останали и да им се наложи. Болшевизмът с една дума позволява в полза на работниците онова изключително господство, което критикуваме в буржоазния ред по отношение на капиталистите. | “ |
| (L'azione Riformista, (1919)) | |   |

Оливети се завръща към журналистическото поприще в ролите си на основно финансиращо лице и журналист в новия ежеседмичник „Нови времена“ (Tempi Nuovi), чийто пръв брой излиза на 25 февруари 1922 г., а последен – на 8 януари 1925 г. Фашизмът, подпомогнат от социалистическите грешки и либералната некомпетентност, се утвърждава и в прогресивните кръгове, към които Камило и приятелите на „Нови времена“ не са безразлични. От статиите във вестника от 1922 г. ясно се вижда позицията му на доброжелателно очакване спрямо Мусолини и фашизма. Все пак самият вестник заклеймява насилието на ескадрилите в Торино през декември 1922 г. и впоследствие заема позиция в полза на фашисткия ревизионизъм на Масимо Рока и Марио Джода. От 1923 г. изданието започва да атакува фашизма, което води до цензура и агресии: в нощта на 20 срещу 21 юли 1924 г. фашистите унищожават редакцията му. През 1923 г. Камило Оливети напуска редакцията. Решението му е породено от факта, че с експулсирането на Масимо Рока от партията неговият фашистки ревизионизъм е окончателно победен и поради това самият Марио Джода (основател и първи секретар на Фашо (Fascio) в Торино) не би могъл да се намесва при възможни репресии срещу „Нови времена“ и срещу самата Оливети.
С това си решение Камило решава да запази фабриката за пишещи машини, в която работят стотици служители. Последната му официална политическа поява е през 1924 г. на демонстрация в Театър „Джакоза“ в Ивреа със сина му Адриано, на която е заклеймено убийството на социалистическия депутат Джакомо Матеоти. Окончателното укрепване на фашистката диктатура го кара да напусне политическата сцена, за да се посвети изцяло на своята компания. Позицията му към фашизма, макар и да признава някои негови положителни страни, е тази на остра критика поради окончателното отказване от републиканските и федералистическите принципи, както и поради разпространението на омразната бюрокрация, утежнена от добавянето на „Черната риза“ – най-ниският ранг на Доброволната милиция за национална сигурност.
Показателен е фактът, че през 1929 г. паспортът му е отнет и едва по-късно му е върнат благодарение на намесата на Джино Оливети – заместник и бивш президент на Индустриалния съюз в Торино, което става ясно от писмо с автограф от 1929 г. С идването на расовите закони през септември 1938 г., макар че Камило ги заклеймява, той не изпада в прекомерна драматизация (за което свидетелстват някои негови писма до приятели). Въпреки че трябва да се откаже от собствеността си върху компанията в полза на Адриано (обявен за ариец), законите не го засягат поради неговите изключителни индустриални заслуги.

По време на Втората световна война той пише и разпространява радикални предложения за социални, икономически и индустриални реформи чрез нелегална брошура. След подписването на примирието от Бадольо на 8 септември 1943 г. и с пристигането на германските войски Оливети е принуден да изостави дома си в Ивреа и да се приюти в село Полоне (Провинция Биела). 

## Фабриката от червени тухли
По пътя от Ивреа за Кастеламонте бащата на Камило – Салвадор Бенедето Оливети му оставя земи на хълма Монте Навале, където Камило живее с майка си. В началото на този път (тогавашна ул. Кастеламонте, днешна Йервис, via Jervis), недалеч от ЖП гарата на Ивреа, Камило строи фабриката си през 1896 г., когато се ражда компанията Ing. Camillo Olivetti di Ivrea. Фабриката на Оливети само външно се базира на моделите на епохата, т. к. зад тухлите от Канавезе се крие футуристичен за времето си стоманобетон.
Aрхитект Матео Оливети – негов правнук я описва по следния начин:
| „ | Първата фабрика на Оливети е сграда от червени тухли и първоначалният замисъл е тя по-скоро да бъде научна лаборатория отколкото фабрика, но скоро след постигнатия успех тя се превръща в индустрия. Първият корпус на фабриката е проектиран лично от Камило Оливети през 1895 г. с проста правоъгълна форма и е разположен на два етажа, а към него има сграда, която трябва да служи за склад, всичките с плоски покриви. За изграждането на структурната част на проекта, таванското помещение и плоския покрив Камило потърси съвет от инж. Поркеду – негов приятел и съученик, който му бе разказал за отличните строителни възможности на стоманобетонната система Енбик, която самият той внасяше от Франция. Компанията Поркеду бе единственият концесионер за продажбите на новата система Енбик за цяла Италия и първоначално разчиташе изцяло на компанията майка за изграждането на конструкциите. Всъщност първата построена сграда бе направена по статичните изчисления, извършени във Франция по проект на Камило, както е отбелязано в документите на компанията. Всички строителни материали за изграждането на статичните части също бяха внесени от Франция. Малко след това, през 1899 г., бе направено първото разширение на фабриката с добавяне на две странични сгради към централното тяло, също от стоманобетон Енбик и въз основа на чертежите на Камило, който по този повод се оплака на своя приятел, че на покрива има големи просмуквания на вода и го помоли да намери решение. Във втория доклад за изграждане на конструкциите има по-голяма независимост на компанията Поркеду от компанията майка. Първият проект бе със скромни размери, защото трябваше да отговаря на скромните нужди на една научна лаборатория. Външният вид бе характерен за преиндустриалните сгради от края на 19 век, използваният архитектурен език бе доста трезв и солиден неосредновековен стил, който създава подчертано впечатление за стабилност и в същото време за простота. Външността не предлагаше нововъведения, но използването на системата Енбик бе истинската модерност, която очарова Камило, макар че е скрита зад външната облицовка от червени тухли, характерни за района на Долно Канавезе. Френският предприемач Франсоа Енбик (François Hennebique') имаше заслугата да изобрети първия тип модерна стоманобетонна греда. Изградената в Ивреа структура е монолитна и в нея таванските помещения са оформени от оребрена плоча, подредена в две ортогонални посоки, което позволява равномерното разпределение на натоварванията върху вертикалните носещи конструкции, изградени от зидария. Тук таванското помещение е закотвено към зидарията чрез куки, потопени в бетон. Това прави възможно изграждането на сграда, в която натоварванията са добре разпределени по цялата повърхност. Друго предимство на стоманобетона е високата степен на негоримост, много важна за фабриките, често в риск от пожар. Фабриката от червени тухли представлява един от първите примери за стоманобетонни промишлени сгради, построени в Италия. | “ |

## Публикации
- Три писания за фабриката, обучението и солидарността (Tre scritti sulla fabbrica, la formazione e la solidarietà), Edizioni di Comunità, 2016
- Американски писма (Lettere americane), Edizioni di Comunità, 1968.

## Камило Оливети в изкуството
Театралната актриса Лаура Курино и театралният режисьор Габриеле Вачис представят Камило Оливети в театрален монолог, озаглавен „Оливети – Камило: корените на една мечта“ (Olivetti – Camillo: alle radici di un sogno), публикуван от Baldini & Castoldi (1996) и от Edizioni di Comunità (2017), и поставен на сцената на много театри и по телевизията от самата Курино.

## Архив
Документацията на Камило Оливети от неговия живот и дейността на семейния бизнес (1806 – 1981), се съхранява от Асоциация „Исторически архив на Оливети“ (Archivio storico Olivetti).